# 天主教索阿查教區
天主教索阿查教區（拉丁語：Dioecesis Soachaënsis）是哥倫比亞一個羅馬天主教教區，屬波哥大總教區。
教區成立於2003年8月6日，包括首都波哥大的索阿查和錫瓦特。2004年有教友765,000人（佔轄區總人口85.0%）、卅一個堂區、四十三名司鐸。現任教區主教為達彌爾·卡羅·博達。